# Driftfische
Die Driftfische (Ariommatidae) sind eine Familie der Scombriformes und gehören somit zu den Barschverwandten. Es gibt nur eine Gattung, Ariomma, mit 9 Arten. Sie leben in mittleren Meerestiefen (Mesopelagial) tropischer und subtropischer Meeresteile, fehlen aber weitgehend im Pazifik. 

## Merkmale
Driftfische werden, je nach Art 18 bis 80 Zentimeter lang. Ihr Körper ist silbrig, oft blau oder purpurn schimmernd, dunkel gefleckt und von großen, leicht abfallenden Cycloidschuppen bedeckt. Sie lassen sich kennzeichnen durch zwei Rückenflossen, die erste mit 10 bis 12 schwachen Stacheln, die zweite mit 14 bis 18 Weichstrahlen. Die erste Rückenflosse verschwindet, wenn sie angelegt wird, in einer Grube. Die Afterflosse hat drei kurze Stacheln und 13 bis 16 Weichstrahlen. Die Brustflossen haben die hohe Zahl von 20 bis 24 Strahlen, Bauchflossen sind vorhanden. Weitere Merkmale sind jeweils zwei weiche Kiele beiderseits an der Schwanzwurzel und 30–32 Wirbel im Rückgrat. Die großen Augen (ἀρι- gut, schön, groß; ὄμμα [n] Auge) sind von Fettlidern umgeben.

## Arten
- Ariomma bondi Fowler, 1930.

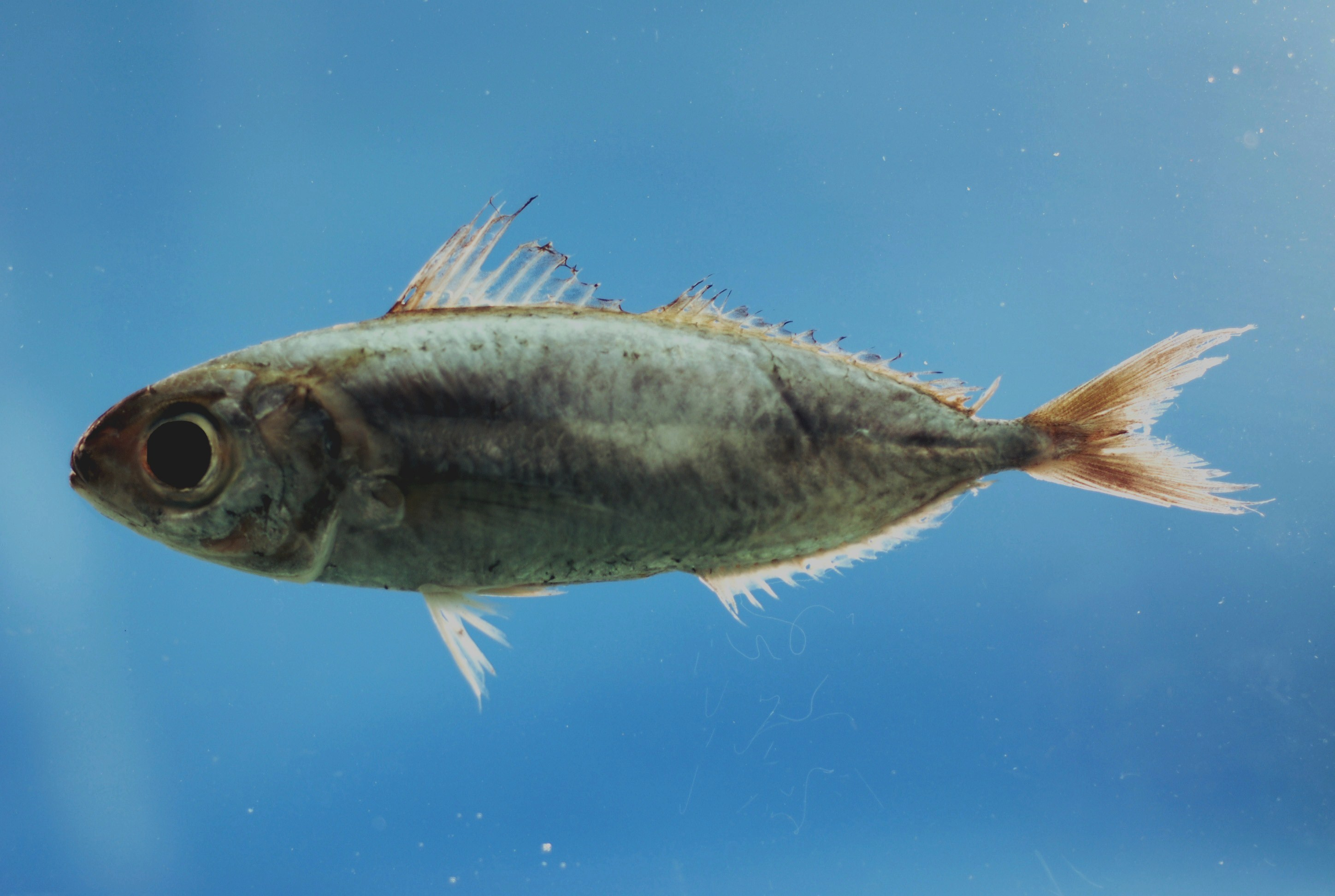
Ariomma bondi

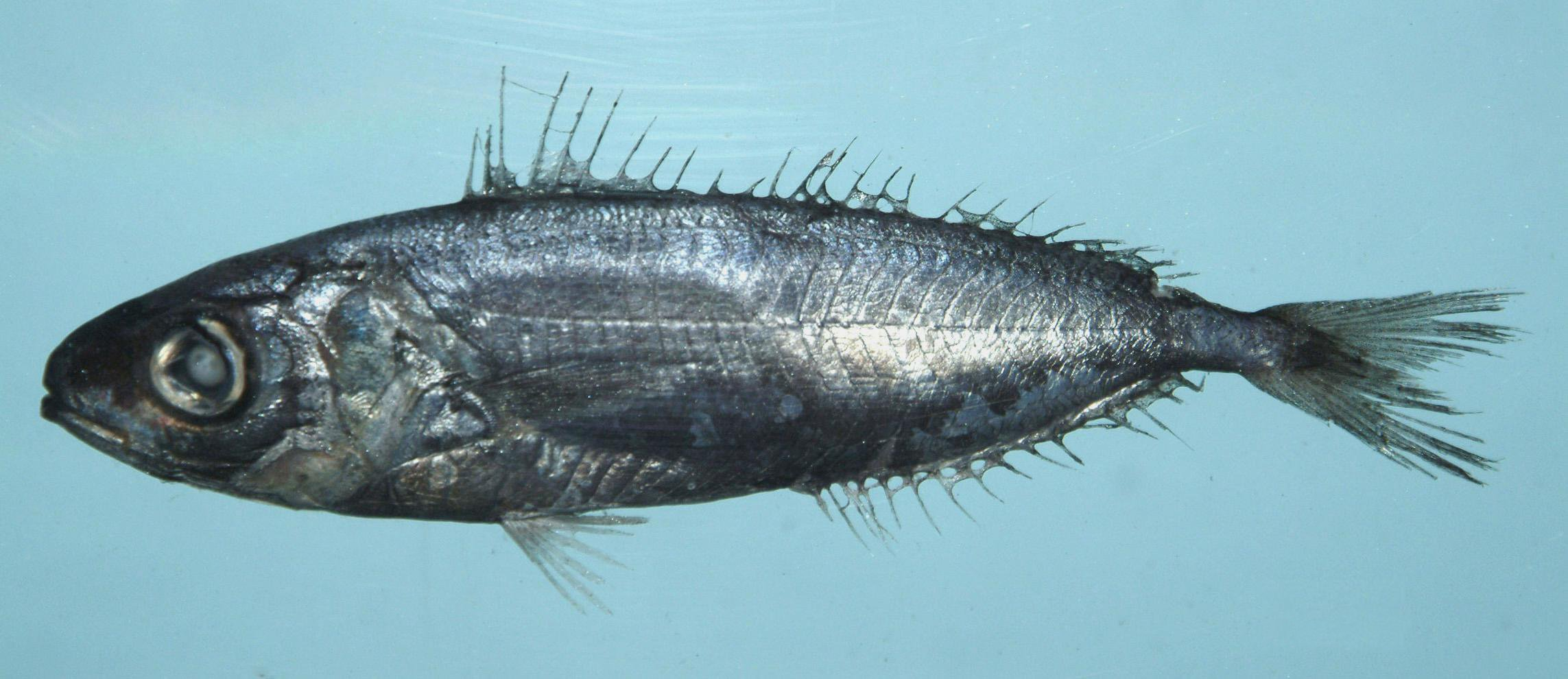
Ariomma melanum

- Ariomma brevimanum (Klunzinger, 1884).
- Ariomma indicum (Day, 1871).
- Ariomma luridum Jordan & Snyder, 1904.
- Ariomma melanum (Ginsburg, 1954).
- Ariomma parini Piotrovsky, 1987.
- Ariomma regulus (Poey, 1868).